# HD 114762 Ab
HD 114762 Ab, також HD 114762 b — супутник зорі у подвійній системі HD 114762 в сузір'ї Волосся Вероніки, рахується червоним карликом, проте не виключено є екзопланетою. Відкритий Д. Латамом 1989 року, але остаточно підтверджений лише 1999 року.
Супутник обертається навколо зорі F-класу HD 114762 A, яка перебуває на відстані 132 світлових років від Сонця. Орбіта супутника витягнута (ексцентриситет — 0,3359), період обертання становить 83 доби (майже три місяці), середня відстань — 0,363 а.о. (змінюється в межах 0,241-0,485, тобто, приблизно як відстань Меркурія від Сонця). Оцінена мінімальна маса HD 114762 Ab — 11 мас Юпітера. Оскільки верхню межу маси не визначено, не виключено, що HD 114762 Ab може бути як екзопланетою, так і коричневим карликом. Оптично цей супутник не виявлено. Якщо остаточно з'ясується, що HD 114762 Ab — справді екзопланета, то вона буде другою за ліком виявленою екзопланетою (після Гамма Цефея Ab), хоча підтвердженою її відкриття було пізніше екзопланет пульсара PSR B1257+12 (1991 рік) і зорі 51 Пегаса (1995 рік).